# Love Songs
Love Songs (stilizat ca Love songs) este cel de-al doisprezecelea album de studio al cântăreței japoneze Ayumi Hamasaki lansat pe 22 decembrie 2010 în Japonia de casa de discuri Avex Trax la doar opt luni după albumul său anterior. Lansarea albumului coincide cu lansarea singleului de debut al lui Naoya Urata produs de către Hamasaki , aceasta fiind prima colaborare de acest gen pentru Hamasaki.
Albumul a fost certificat cu Discul de Platina de către RIAJ pentru vânzări de peste 250,000 de exemplare vândute. Melodia titulară "Love song" (care a fost folosită pentru promovarea albumului, fiind difuzată la radio) a fost premiată cu Discul de Aur, fiind cumpărată de peste 100.000 de ori în format digital.

## Concept și titlu
Într-un interviu oferit de Hamasaki revistei S Cawaii (ediția Februarie 2011), aceasta marturisește importanța dragostei în viața fiecărui om, considerând-o a fi vitalitatea vieții:
"Totul a început în timpul turneului special "7 Days". La început, am crezut că voi fi epuizată după terminarea turneului și îmi plănuisem o vacanță imediat după aceea. Totuși, după ce am terminat liveul, am simțit că ar fi în van să mă opresc tocmai acum. Am simțit că trebuie să absorb toată energia pe care am acumulat-o în aceste 7 zile și să deschid un nou capitol. Cu alte cuvinte, am simțit că albumul 'trebuia' să fie creat."
"Întodeauna mi-am scris versurile într-un mod amănunțit, să ascund diferite sensuri de interpretare sau din tot felul de alte motive. De data aceasta însă, mi-am dorit să creez un album ce vorbește pur și simplu despre dragoste, în toate formele ei. De aceea, titlul "Love songs" mi-a venit imediat în minte."
"Dragostea este cea mai grandioasă temă în viața oricui și de asemenea, cea mai importantă. Fără dragoste, viața iși pierde semnificația. Înconjurat de dragoste însă, omul devine capabil să traiască. Este lucrul cel mai mare, cel mai frumos, cel mai dificil și cel mai discutat din această lume. Este cel mai rau lucru care ți se poate întampla din punct de vedere emoțional. Este ca și cum ai încerca să escaladezi un munte abrupt."
""Love songs" este o categorie generală pentru toate cântecele de pe album, dar "Love song" este piesa care descrie ce înseamna dragostea din punctul meu de vedere. Mă descrie pe mine, persoana de acum, din prezent. Melodia "Love song" nu vorbește despre momentul când ne îndragostim, nici despre momentele în care suntem îndragostiți, fiind pur si simplu un cântec care celebrează IUBIREA. Iubirea este sentimentul care ne încântă. Este amuzantă, dulce, sensibilă și ne face să tânjim după acel cineva. Oare nu asta este definiția dragostei? Nu știm cu adevarat cum arată dragostea. Nu știm dacă este caldă sau rece. O poti simți fierbinte în momentul de apogeu iar mai apoi, când nici nu te aștepți, ea devine rece ca gheața. Nu este fizică, deci nu o putem atinge. Mai mult decat atât, atunci când cineva iubește o persoană, nu putem știi daca acea persoană e bună sau rea. Cu siguranță că există și acei oameni care neagă prezența iubirii și tocmai din acest motiv imi doresc să cânt cu sinceritate despre cât mai multe tipuri de dragoste. Așadar, de la toate aceste idei am pornit crearea albumului."

## Lista cu melodii
Toate versurile sunt scrise de Ayumi Hamasaki, cu excepția melodiei cu nr. 16 scrisă de Mitsuko Komuro. 
| Disc1: CD sau USB |                |                   |                  |         |  |
| Nr.               | Titlu          | Muzică            | Aranjamente      | Lungime |  |
| 1.                | „Love Song”    | Tetsuya Komuro    | Yuta Nakano      | 4:21    |  |
| 2.                | „Crossroad”    | Tetsuya Komuro    | Tetsuya Komuro   | 4:46    |  |
| 3.                | „Moon”         | Yasuhiko Hoshino  | Yuta Nakano      | 5:47    |  |
| 4.                | „Sending Mail” | Tetsuya Komuro    | Yuta Nakano      | 4:32    |  |
| 5.                | „Last Angel”   | Tetsuya Komuro    | CMJK             | 5:44    |  |
| 6.                | „Insomnia”     | CMJK              | CMJK             | 2:02    |  |
| 7.                | „Like A Doll”  | Tetsuya Komuro    | CMJK             | 4:57    |  |
| 8.                | „Aria”         | Yuta Nakano       | Yuta Nakano      | 1:35    |  |
| 9.                | „Blossom”      | Yasuhiko Hoshino  | Yuta Nakano      | 4:07    |  |
| 10.               | „Thank U”      | Tetsuya Komuro    | Yuta Nakano      | 5:29    |  |
| 11.               | „Sweet Season” | Noriyuki Makihara | Shingo Kobayashi | 5:04    |  |
| 12.               | „Overture”     | Yuta Nakano       | Yuta Nakano      | 1:46    |  |
| 13.               | „Do It Again”  | Tetsuya Komuro    | Yuta Nakano      | 5:51    |  |
| 14.               | „November”     | Tetsuya Komuro    | CMJK             | 5:33    |  |
| 15.               | „Virgin Road”  | Tetsuya Komuro    | Yuta Nakano      | 5:55    |  |

| CD+DVD (Ediție regulară) / CD - melodie bonus |                  |                |             |         |  |
| Nr.                                           | Titlu            | Muzică         | Aranjamente | Lungime |  |
| 16.                                           | „Seven Days War” | Tetsuya Komuro | CMJK        | 5:00    |  |

| CD+DVD (Presă inițială) / USB+microSD - melodie bonus |                                                  |                |         |  |
| Nr.                                                   | Titlu                                            | Muzică         | Lungime |  |
| 16.                                                   | „Seven Days War” (Live la Yoyogi pe 11.Oct.2010) | Tetsuya Komuro | 6:52    |  |

| DVD |                                                                      |                |         |  |
| Nr. | Titlu                                                                | Regizor        | Lungime |  |
| 1.  | „Moon” (videoclip)                                                   | Hideaki Sunaga |         |  |
| 2.  | „Blossom” (videoclip (versiunea regizorului))                        | Takahide Ishii |         |  |
| 3.  | „Crossroad” (videoclip)                                              | Masashi Muto   |         |  |
| 4.  | „Sweet Season” (videoclip)                                           | Luis Hernandez |         |  |
| 5.  | „Virgin Road” (videoclip)                                            | Masashi Muto   |         |  |
| 6.  | „Last Angel” (videoclip)                                             | Masashi Muto   |         |  |
| 7.  | „Love Song” (videoclip)                                              | Masashi Muto   |         |  |
| 8.  | „Do It Again” (videoclip)                                            | Masashi Muto   |         |  |
| 9.  | „Moon” (Secvențe de la filmările videoclipului)                      |                |         |  |
| 10. | „Crossroad” (Secvențe de la filmările videoclipului)                 |                |         |  |
| 11. | „Sweet Season” (Secvențe de la filmările videoclipului)              |                |         |  |
| 12. | „Virgin Road” (Secvențe de la filmările videoclipului)               |                |         |  |
| 13. | „Last Angel & Love Song” (Secvențe de la filmările videoclipului #1) |                |         |  |
| 14. | „Last Angel & Love Song” (Secvențe de la filmările videoclipului #2) |                |         |  |
| 15. | „Do It Again” (Secvențe de la filmările videoclipului)               |                |         |  |

### Jacheta A
CD+DVD
- Ediția limitată ce include cardul de acces ce conține la rândul lui un număr matricol utilizat pentru conținuturile premium în format digital (pentru telefoanele mobile).
- Melodie bonus: Live la Yoyogi pe 11 Oct. 2010 (ediție limitată), versiunea originală (ediție standard)

### Jacheta B
CD
- Ediția limitată ce include cardul de acces ce conține la rândul lui un număr matricol utilizat pentru conținuturile premium în format digital (pentru telefoanele mobile).
- Melodie bonus: versiune originală

### Jacheta C
USB+microSD
- USB: toate melodiile optimizate la 48 kHz, 24 bit wave format, include tot conținutul de pe CD
- microSD: format SD-VIDEO, include tot conținutul de pe CD și de pe DVD (doar videoclipurile)
- Melodie bonus: Live la Yoyogi pe 11 Oct. 2010
- Photobook: marime LP, album cu poze exclusiv (12 pagini)

## Topuri și certificări
| Clasament                     | Poziția de vârf | Vânzările totale |
| ----------------------------- | --------------- | ---------------- |
| Clasamentul Oricon Zilnic     | 1               | 70,609           |
| Clasamentul Oricon Săptămânal | 1               | 180,048          |
| Clasamentul Oricon Lunar      | 3               | 272,653          |
| Clasamentul Oricon Anual      | 23              | 272,653          |

| Țară    | Furnizor | Certificare |
| ------- | -------- | ----------- |
| Japonia | RIAJ     | Platină     |